# Dušan Koník
Dušan Koník (26. listopadu 1931 Kráľová pri Senci — 19. ledna 2019 Svätý Jur, Slovensko) byl slovenský fotbalový útočník.

## Fotbalová kariéra
V československé lize hrál za Slávii Bratislava VŠ a Slovan Nitra. Nastoupil v 77 ligových utkáních a dal 11 gólů. Do Slávie VŠ přišel ze Slovanu.

## Ligová bilance
| Ročník                                   | Zápasy | Góly | Klub                 |
| ---------------------------------------- | ------ | ---- | -------------------- |
| Přebor československé republiky 1953     | 12     | 5    | Slávia Bratislava VŠ |
| 1. československá fotbalová liga 1959/60 | 23     | 2    | Slovan Nitra         |
| 1. československá fotbalová liga 1960/61 | 12     | 3    | Slovan Nitra         |
| 1. československá fotbalová liga 1961/62 | 24     | 1    | Slovan Nitra         |
| 1. československá fotbalová liga 1962/63 | 6      | 0    | Slovan Nitra         |
| CELKEM                                   | 77     | 11   |                      |